# Победнице европских првенстава у атлетици на отвореном — 10 километара ходање
Освајачице медаља на европским првенствима у атлетици на отвореном у дисциплини трчања на 10 километара ходање, која је била у програму од деветог Европских првенства у атлетици од 1986. до 1998., приказане су у следећој табели са постигнутим резултатима, рекордима и билансом освојених медаља по земљама. Резултати су приказани у формату минути:секунде.

## Освајачице медаља на европским првенствима на отвореном
| Европско првенство     |                           | Резултат  |                          | Резултат |                             | Резултат |
| Штутгарт 1986 детаљи   | Мари Круз Дијаз · Шпанија | 46:09 РЕП | Ан Јансон · Шведска      | 46:14    | Сив Вера Ибањез · Шведска   | 46:19    |
| Сплит 1990 детаљи      | Анарита Сидоти · Италија  | 44:00 РЕП | Олга Кардополцева · СССР | 44:06    | Илеана Салвадор · Италија   | 44:38    |
| Хелсинки 1994 детаљи   | Сари Есаја · Финска       | 42:37 РЕП | Анарита Сидоти · Италија | 42:43    | Јелена Николајева · Русија  | 42:43    |
| Будимпешта 1998 детаљи | Анарита Сидоти · Италија  | 42:49     | Ерика Алфриди · Италија  | 42:54    | Сузана Феитор · Португалија | 42:55    |